# Millettia (protista)
Millettia es un género de foraminífero bentónico de la familia Millettiidae, de la superfamilia Buliminoidea, del suborden Buliminina y del orden Buliminida. Su especie tipo es Sangrina tessellata. Su rango cronoestratigráfico abarca el Holoceno.

## Discusión
Clasificaciones previas incluían Millettia en el suborden Rotaliina del orden Rotaliida.

## Clasificación
Millettia incluye a las siguientes especies:
- Millettia differens †
- Millettia distincta †
- Millettia ipsithillae †
- Millettia lenneoides †
- Millettia limbata †
- Millettia polyxenae †
- Millettia richardiana †
- Millettia tessellata †